# Останній боєць Шаоліня
«Останній боєць Шаоліня» — кінофільм режисера Пенг Чжан Лі, що вийшов на екрани в 2010 році.

## Зміст
Чі Лонґ покидає свою батьківщину і вирушає до Америки, де живе його недавно осиротілий племінник. У пам'ять про брата герой повинен подбати про належне виховання хлопця. У США Лонґ відкриває свою школу бойових мистецтв. Його вражаючі таланти скоро стають предметом уваги місцевих мафіозі, які не проти роздобути такого унікального бійця на своїй підпільній арені.

## Ролі
| Актор            | Роль |
| ---------------- | ---- |
| Сінді Каріно     | -    |
| Роберт Крісті    | -    |
| Метт Херлан Коен | -    |
| Ширлі Корпаз     | -    |
| Мейджор Курда    | -    |
| Іветт Сміт       | -    |
| Крістен Догерті  | -    |
| Іван Ескотт      | -    |
| Sarah Fasha      | -    |
| Майк Фолкнер     | -    |

## Знімальна група
- Режисер — Пенг Чжан Лі
- Сценарист — Пенг Чжан Лі, Todd McGorry
- Продюсер — Джейсон Стейн, Метт Херлан Коен, Justin Langin